# Torrelapaja
Torrelapaja è un comune spagnolo di 42 abitanti situato nella comunità autonoma dell'Aragona.